# Etzatlán
Etzatlán é um município do estado de Jalisco, no México.
Em 2005, o município possuía um total de 17.564 habitantes.